# Ga Gumi
Ga Gumi là ga đường sắt trên Tuyến Gyeongbu.

## Liên kết
- (tiếng Hàn) Thông tin trạm Lưu trữ ngày 11 tháng 10 năm 2013 tại archive.today từ Korail